# Bouchavesnes-Bergen
Bouchavesnes-Bergen è un comune francese di 342 abitanti situato nel dipartimento della Somme, nella regione dell'Alta Francia.

## Società

### Evoluzione demografica
Abitanti censiti